# Сооружение Каламбо
Сооружение Каламбо — деревянное сооружение раннего палеолита, состоящее из двух скреплённых брёвен. Обнаружено вместе с несколькими деревянными инструментами неподалёку от водопада Каламбо в Замбии. В настоящее время это самое старое известное деревянное сооружение. Датирование находки методом люминесцентного анализа окружающих её отложений, проведённое в 2023 году, показало, что возраст сооружения составляет не менее 476 000 лет и предшествует появлению Homo sapiens.

## История открытия
В ходе раскопок на водопаде Каламбо в 1950-х и 1960-х годах были обнаружены деревянные артефакты, возможно, принадлежащие гоминидам, хотя износ и другие тафономические процессы не позволили учёным с уверенностью установить происхождение артефактов. В этом районе находятся доисторические памятники водопада Каламбо.
Сооружение и сопутствующие инструменты были обнаружены в 2019 году на Зоне BLB в районе реки Каламбо. Само сооружение найдено в районе BLB5, расположенном ниже реки, в сочетании с артефактами ашельской культуры. Открытие сочли необычным, поскольку древесина обычно не сохраняется так долго. Джефф Даллер, входивший в состав команды первооткрывателей, указал, что высокий уровень воды и тонкозернистые отложения, окружающие конструкцию, способствовали сохранности древесины.

## Описание

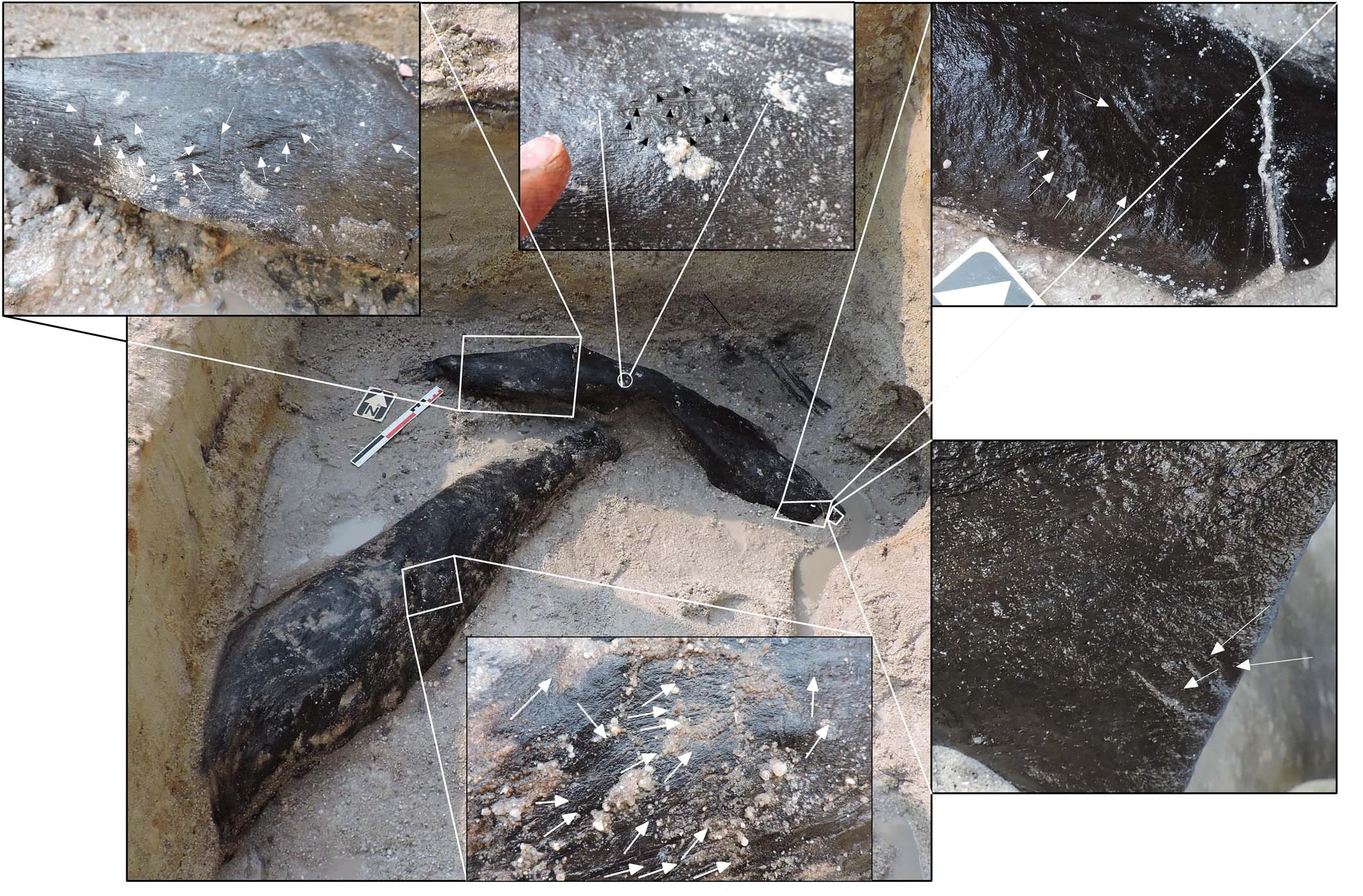
Следы обработки на верхних поверхностях двух сцепленных между собой деревянных брёвен (стрелки указывают на надрезы)

Сооружение состоит из двух сцепленных между собой деревянных брёвен комбретума Зейера (Combretum zeyheri), соединённых насечкой, закрепляющей одно бревно перпендикулярно другому. Меньшее бревно длиной 141,3 см (56 ″), имеет конические концы, а также U-образную выемку и перекрывает большее бревно, проходящее через выемку. По мнению Даллера, это сооружение, вероятно, было частью деревянной платформы, используемой в качестве дорожки, чтобы хранить еду или дрова сухими, или, возможно, в качестве основания для строительства жилища. Это открытие может указывать на то, что гоминины, жившие у водопада Каламбо, вели оседлый образ жизни, что ставит под вопрос преобладающее мнение о том, что гоминины каменного века вели кочевой образ жизни.
Надрез в верхнем бревне свидетельствует о том, что он был сделан путём соскабливания и тесла, а также на использование огня, как указывают данные инфракрасной спектроскопии. Нижележащий ствол имеет полосы с V-образными насечками как в середине, так и вдоль суженного конца, проходящего через выемку, что также указывает на возможное соскабливание.
Используя люминесцентное датирование, возраст артефакта был датирован 476 ± 23 тыс. лет. Радиоуглеродное датирование подтвердило их неинтрузивный характер, сообщив, что возраст превышает максимальный диапазон для этого метода в 50 тысяч лет.
Другое деревянное бревно с заострёнными концами и аналогичной выемкой ранее было описано на участке B водопада Каламбо, также из ашельского периода, хотя в то время оно не было окончательно идентифицировано как часть конструкции, созданной гоминидом.
Деревянные инструменты, найденные вместе с сооружением, включают клин и палку-копалку. Они были найдены в нескольких местах на территории BLB и моложе самой структуры: их возраст составил от 390 000 до 324 000 лет.
Создание сооружения предшествовало появлению Homo sapiens более чем на 100 000 лет. Поскольку на водопаде Каламбо не было обнаружено останков гоминидов, то их вид, создавший данное сооружение, не может быть установлен. Из другого места в Замбии известен череп Homo heidelbergensis возрастом 300 000 лет, из чего следует, что в период создания сооружения эту территорию, вероятно, населяли люди этого вида.

## Интерпретации
Ларри Барем из Ливерпульского университета — руководитель команды, обнаружившей это сооружение, — полагает, что в каменном веке деревянные орудия скорее всего были даже более распространены, чем собственно каменные орудия, хотя они почти неизвестны науке из-за быстрого разложения древесины в почве. Упоминая о вероятной совместной эволюции деревянных и каменных орудий, он связывает новшество, продемонстрированное структурой Каламбо, с более поздним изобретением прикрепления деревянного черенка к каменному инструменту, когда несколько частей составляют вместе один инструмент.
Сроки строительства сооружения Каламбо совпадают с периодом залесения бассейна реки Каламбо. Команда Барема считает, что высокая доступность ресурсов окружающей среды, постоянно повышенный уровень грунтовых вод и улучшение, достигнутое за счёт строительства сооружений над поймой, создали среду обитания, способствующую устойчивому заселению.